# Riksväg 19, Norge
Riksväg 19 (norska: Riksvei 19) är en riksväg i sydöstra Norge som går mellan Europaväg 6 vid Patterød i Moss kommun i Østfold fylke och Europaväg 18 vid Undrumsdal i Tønsbergs kommun i Vestfold fylke. Den passerar genom kommunerna Moss, Horten och Tønsberg. Det finns en färjeförbindelse längs vägen, mellan städerna Moss och Horten.
Exklusive färjeförbindelsen är vägen 14,7 kilometer lång, varav 6,2 kilometer i Østfold fylke och 8,5 kilometer i Vestfold fylke. Den är asfalterad och passerar bland annat genom städerna Moss och Horten och tätorten Skoppum.

## Anslutningar
Riksväg 19 ansluter till:
- Europaväg 6 (vid Patterød)
- Fylkesväg 120 (vid Patterød)
- Fylkesväg 316 (vid Moss)
- Fylkesväg 119 (vid Moss)
- Fylkesväg 118 (vid Moss)
- Fylkesväg 317 (vid Moss)
- Fylkesväg 310 (vid Horten)
- Fylkesväg 325 (vid Borre)
- Europaväg 18 (vid Undrumsdal)
- Fylkesväg 306 (vid Undrumsdal)

## Bilder

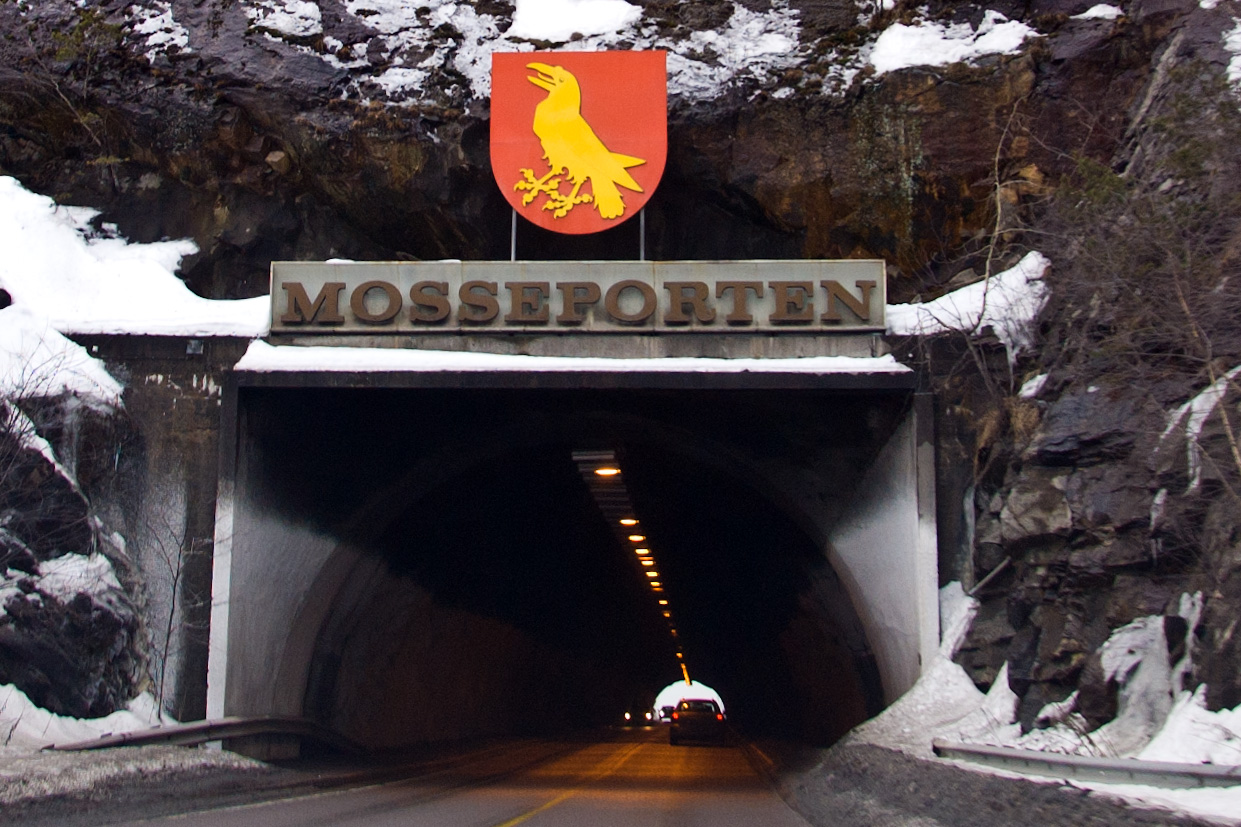
Riksväg 19 vid Mosseporten.
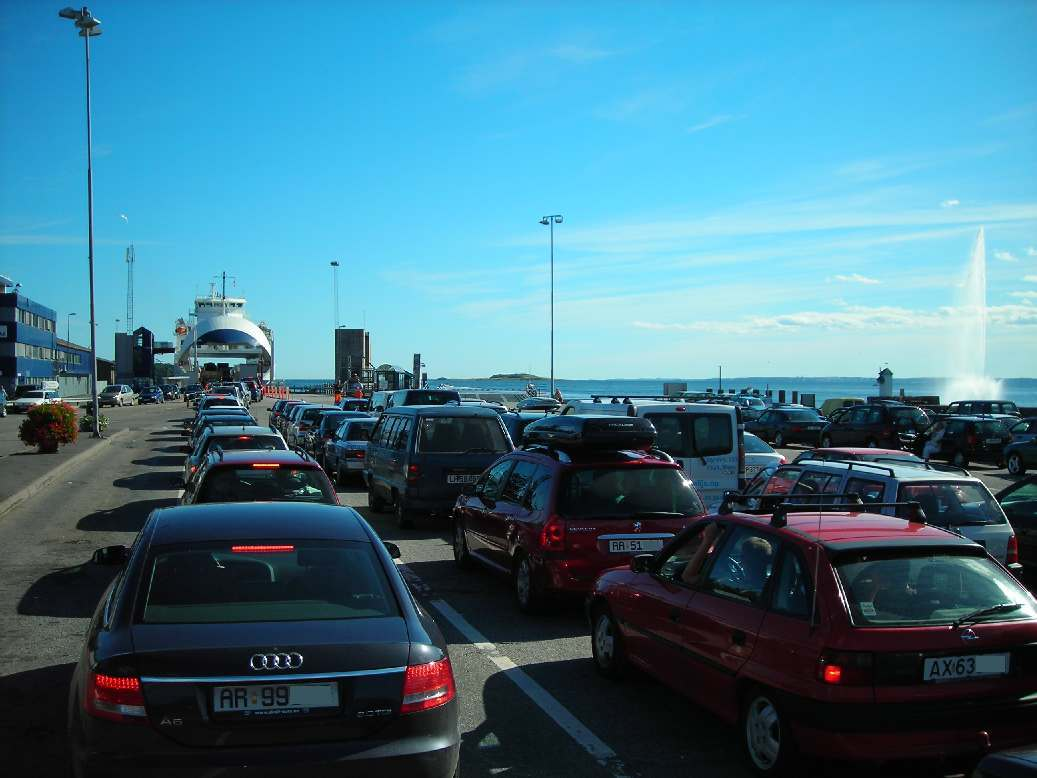
Riksväg 19 vid färjeläget i Moss.
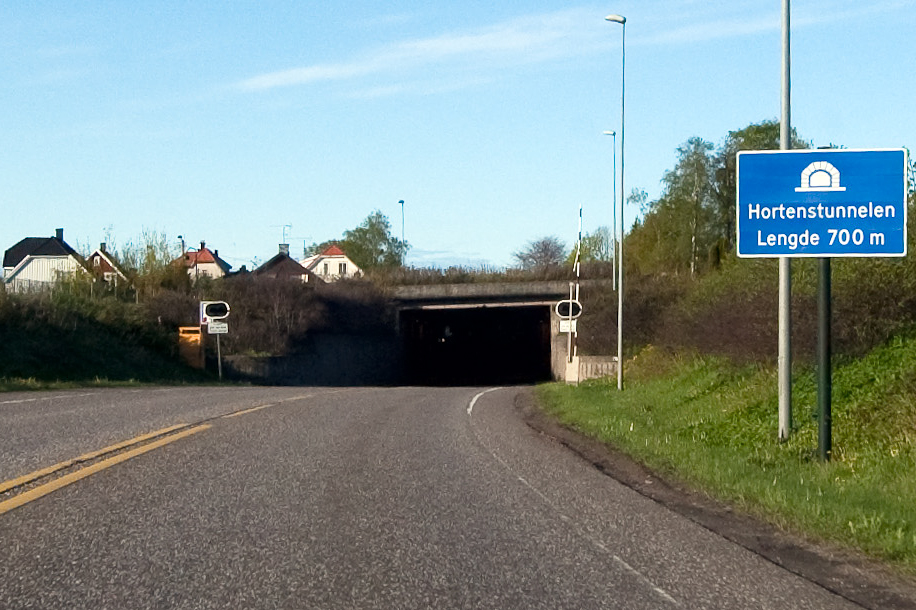
Riksväg 19 vid Hortenstunneln.
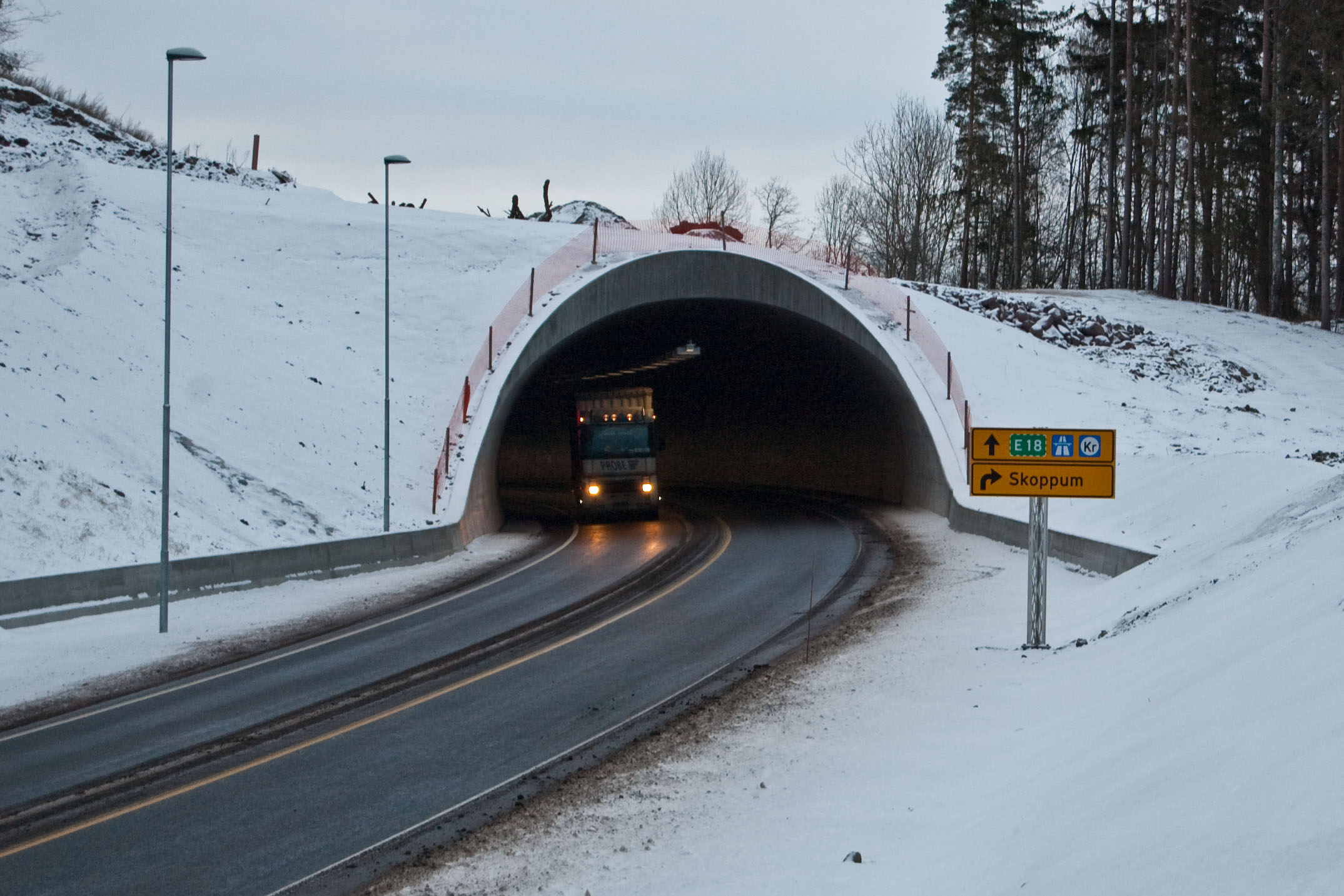
Riksväg 19 vid Lørge miljötunnel.
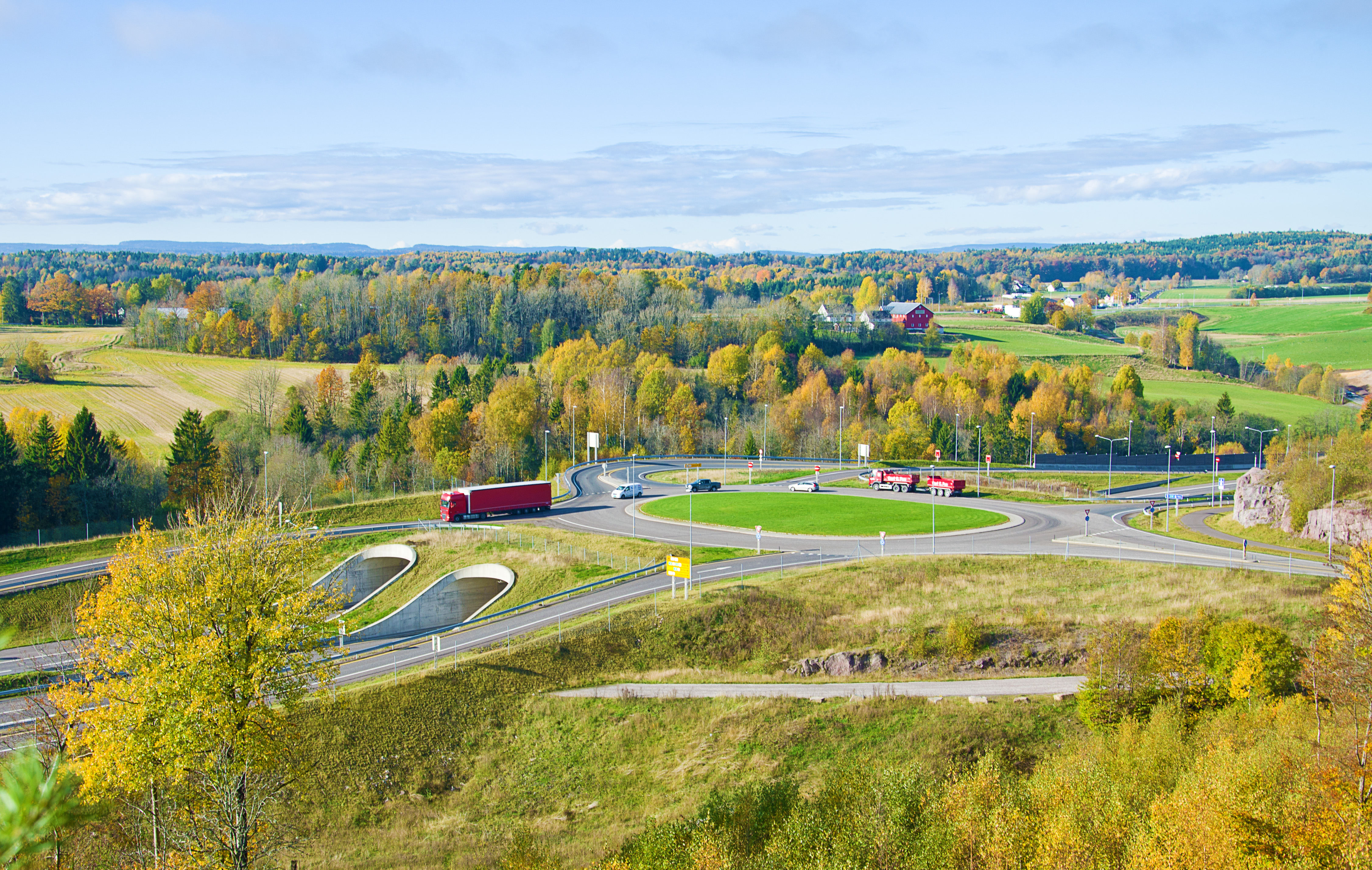
Trafikplatsen där riksväg 19 möter Europaväg 18.